# Merschweiller
Merschweiller (deutsch Merschweiler, moselfränkisch Meeschweiler bzw. Meeschweller) ist eine französische Gemeinde mit 290 Einwohnern (Stand 1. Januar 2022) im Département Moselle in der Region Grand Est (bis 2015 Lothringen).

## Geografie
Die Gemeinde Merschweiller liegt in der Nähe des Dreiländerecks Luxemburg-Frankreich-Deutschland. Sie grenzt im Norden an das saarländische Oberperl. Zur Gemeinde gehört das etwas südlich im Manderental gelegene Dörfchen Kitzing (Kitzingen).

## Geschichte
Der Ort gehört seit 1661 zu Frankreich.
Die früheren Herren von Merschweiller sind am Gemeindewappen ablesbar: die Herzöge von Lothringen (heraldisch rechts) und die Grafen von Luxemburg (heraldisch links).

### Bevölkerungsentwicklung
| Jahr      | 1962 | 1968 | 1975 | 1982 | 1990 | 1999 | 2007 | 2019 |
| Einwohner | 175  | 180  | 170  | 173  | 166  | 164  | 182  | 286  |

## Kultur und Sehenswürdigkeiten
Es besteht eine große Verbundenheit der Menschen zwischen Oberperl und Merschweiller. Dies wird auch durch gemeinsame Aktivitäten wie den Bau der Friedenskapelle zum Ausdruck gebracht. Die Kirmes in Merschweiller wird von den Nachbarn, insbesondere aus Perl, Oberperl und Sehndorf gut besucht. 

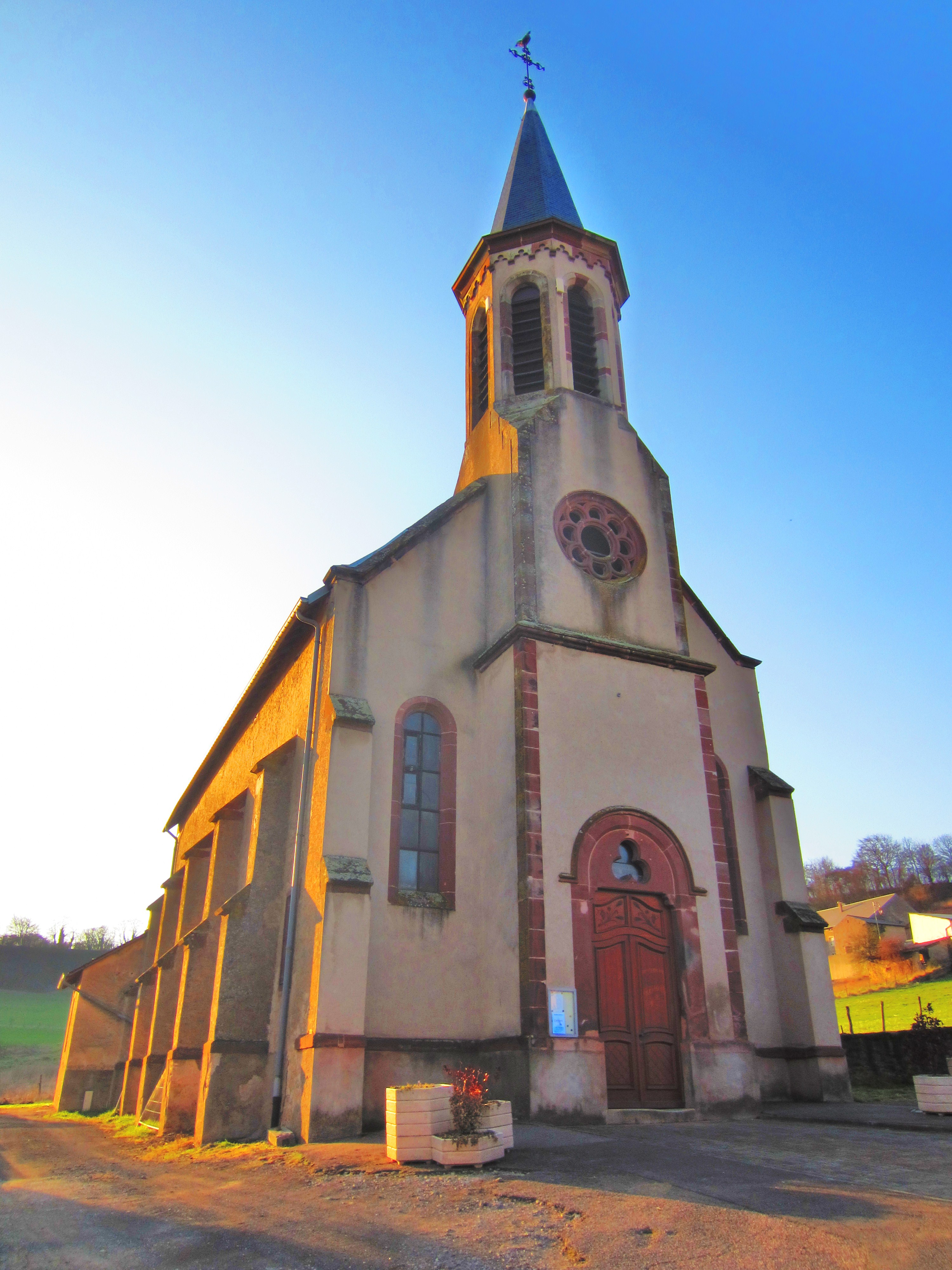
Kirche Saint-Barthélémy
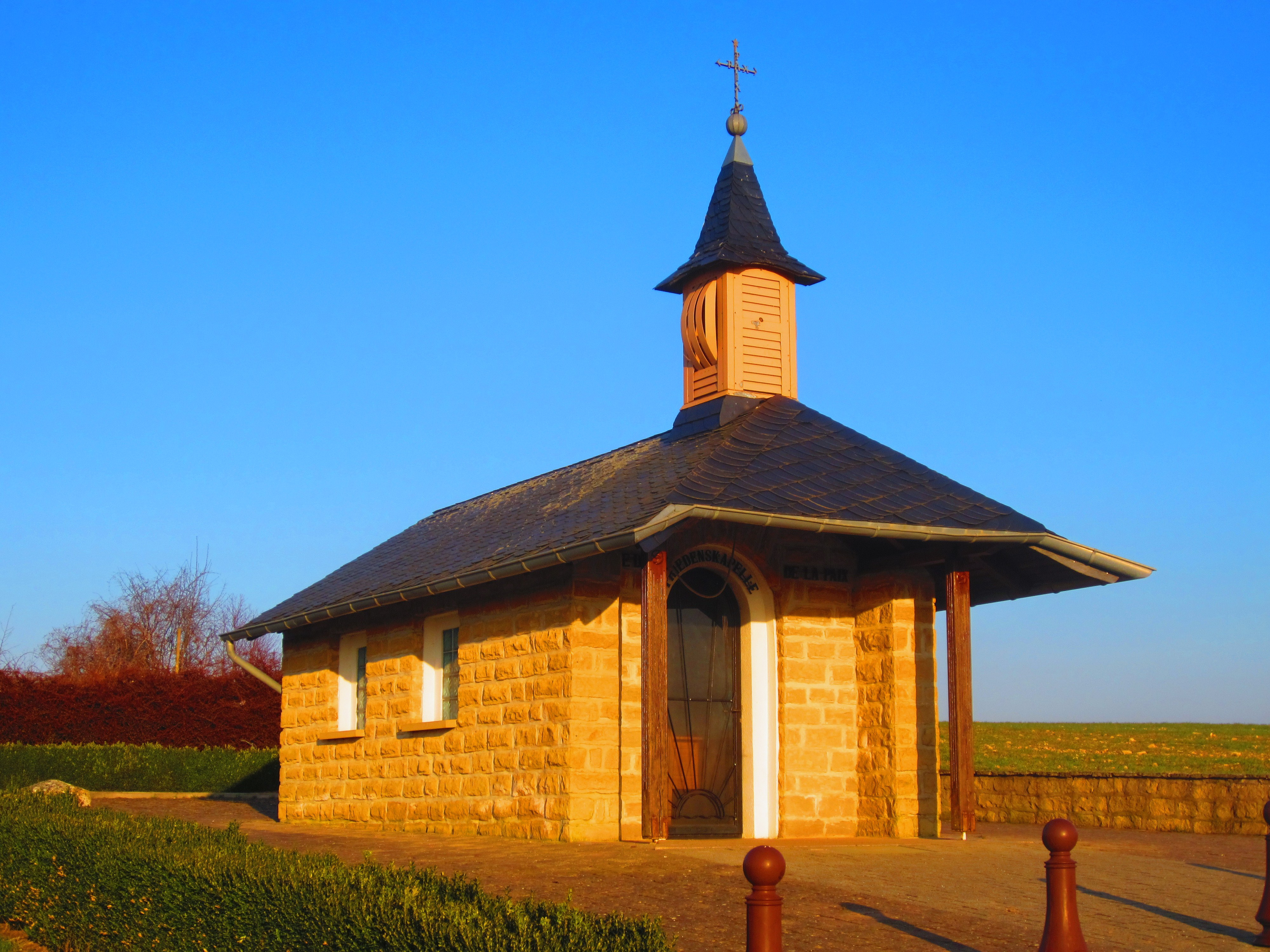
Kapelle Notre-Dame-de-la-Paix (Friedenskapelle)
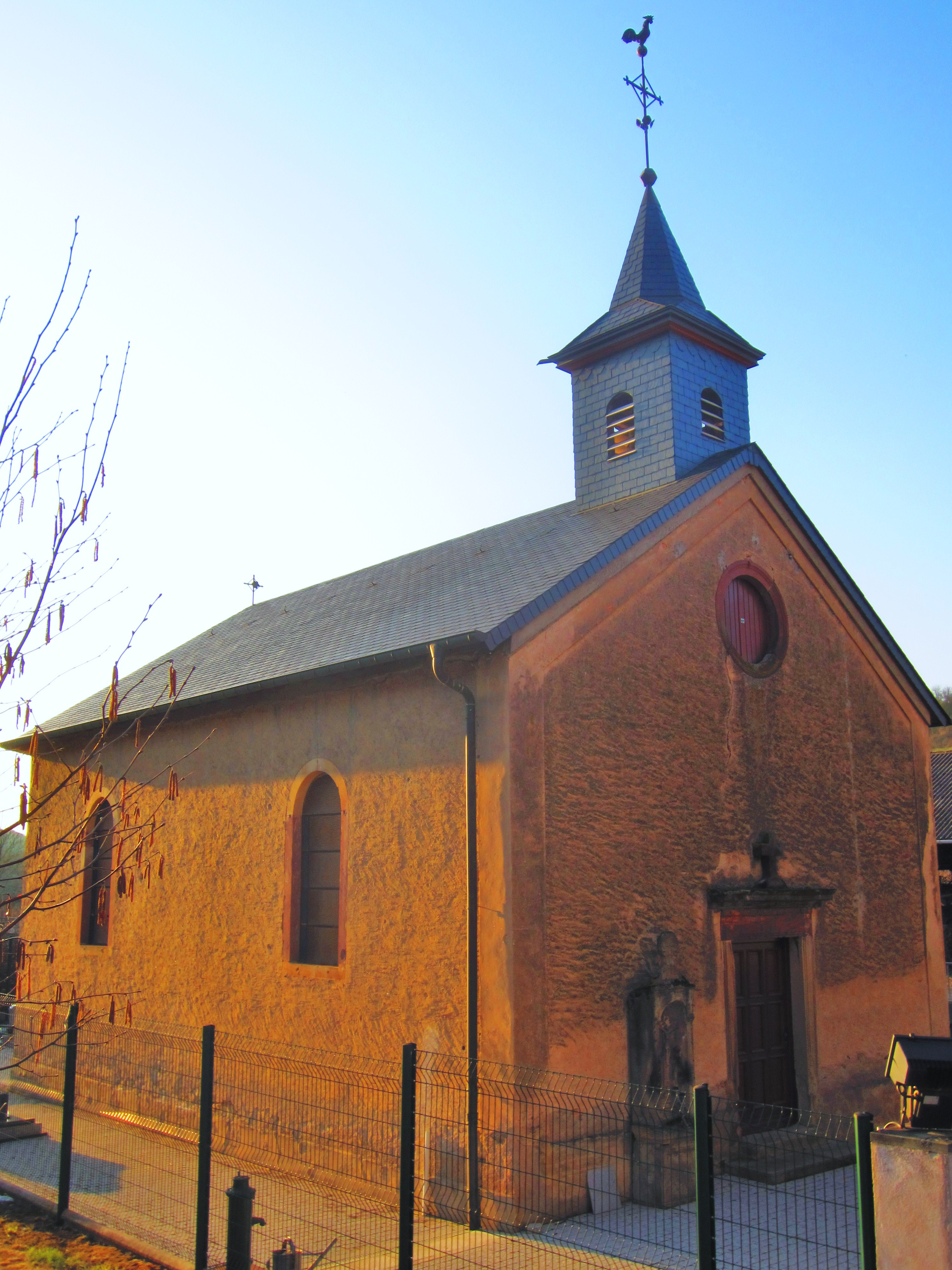
Kapelle Sainte-Apolline im Ortsteil Kitzing

## Belege
1. ↑  Wappenbeschreibung auf genealogie-lorraine.fr (französisch)